# Amphiongia
Amphiongia là một chi bướm đêm thuộc họ Erebidae.

## Các loài
- Amphiongia chordophoides (Lucas, 1892)